# Sphaenorhynchus orophilus
Sphaenorhynchus orophilus és una espècie de granota endèmica del sud-est del Brasil, on es troba a les serres de la Serra do Mar i la Serra da Mantiqueira als estats de Rio de Janeiro, São Paulo i Minas Gerais.
Aquesta espècie va ser descrita originalment per Franz Werner el 1894.